# Angelika M. Eckart
Angelika M. Eckart (* 1956 in Frankfurt am Main) ist eine deutsche katholische Theologin.

## Leben und Wirken
Nach dem Abitur 1975 in Frankfurt am Main studierte sie von 1975 bis 1980 an der PTH Sankt Georgen, wo sie 1980 das Diplom erwarb und 1999 bei Karl Frielingsdorf promoviert wurde. Seit der Habilitation 2004 an der PTH Vallendar lehrt sie dort als ordentliche Professorin für Pastoraltheologie und Pastoralpsychologie. Sie ist diplomierte Ehe-. Familien- und Lebensberaterin (BAG), systemische Beraterin/Familientherapeutin (IPFP) und Heilpraktikerin für Psychotherapie (HPG). Mit ihrem Ehemann, dem Theologen Joachim Eckart, hat sie drei Kinder.
Ihre Forschungsschwerpunkte sind die Lebenswelten der Geschlechter und der Generationen, das dritte Lebensalter als pastorale Herausforderung und die personale Kommunikation.

## Bücher (Auswahl)
- Bezogene Individuation in der Ehe. Eine pastoralpsychologische Studie über den Beitrag systemischer Therapiemodelle für die institutionelle katholische Eheberatung (= Pastoralpsychologie und Spiritualität. Band 2). Peter Lang Verlag, Frankfurt am Main/Berlin/Bern/Bruxelles/New York/Wien 1999, ISBN 3-631-35022-8 (zugleich Dissertation, PTH Sankt Georgen 1999).
- Schlüsselwort Verantwortung. Zum Dialog zwischen Theologie und systemischer Psychologie Books on Demand GmbH, Norderstedt 2004, ISBN 3-8334-1916-4 (zugleich Habilitationsschrift, PTH Vallendar 2004).
- Beratung in der Seelsorge. In: Christoph Steinebach (Hrsg.): Handbuch psychologischer Beratung, Klett-Cotta, Stuttgart 2006, ISBN 3-608-94152-5, S. 385–399.
- Angelika M. Eckart: „Stell dich in die Mitte“ (Mk 3,3) – auch eine systemische Option: der systemische Ansatz in der katholischen Ehe-, Familien- und Lebensberatung. In: Peter Held (Hrsg.): Systemische Praxis in der Kirche. Grünewald, Mainz 2003, ISBN 3-7867-2433-4, S. 71–80.
- Blockaden, Gefährdungen und Krisen der Lebensentscheidung. In: Margareta Gruber (Hrsg.): Für ein ganzes Leben: philosophische und theologische Überlegungen zur Dauerhaftigkeit von Lebensentscheidungen. EOS-Verlag, St. Ottilien 2003, ISBN 3-8306-7169-5, S. 133–147.
- Dich dich sein lassen. In: Agnes Lanfermann (Hrsg.): Auf der Suche nach dem Leben begegnet dir Gott: Festschrift für Karl Frielingsdorf. Matthias-Grünewald-Verlag, Mainz 2003, ISBN 3-7867-2442-3, S. 125–136.
- Perspektiven der Pastoralpsychologie. In: Agnes Lanfermann (Hrsg.): Auf der Suche nach dem Leben begegnet dir Gott. Matthias-Grünewald-Verlag, Mainz 2003, ISBN 3-7867-2442-3, S. 46–59.

## Fachartikel (Auswahl)
- Angelika M. Eckart: Geschlechtersolidarität – eine überfällige Option. In: Stimme der Familie. Band 47, Nr. 7/8. Familienbund der Deutschen Katholiken, 2000, ISSN 0935-2287, S. 11–12.
- Angelika M. Eckart: Mit dem Beginnen nicht aufhören: das „dritte Leben“ als pastorale Herausforderung. In: Lebendiges Zeugnis. Band 60. Akademische Bonifatius-Einigung, 2005, ISSN 0023-9941, S. 164–176.
- Angelika M. Eckart: Beziehung leben im Spannungsfeld von Eros, Glaube und Religion. In: Lebendiges Zeugnis. Band 64, Nr. 2. Akademische Bonifatius-Einigung, 2009, ISSN 0023-9941, S. 99–144.
- Angelika M. Eckart: Mut zu christlicher Selbstsorge: pastoralpsychologische Impulse. In: Anzeiger für die Seelsorge. Band 116, Nr. 3. Herder, 2007, ISSN 0721-1937, S. 19–22.
- Angelika M. Eckart: Still married: die übersehene Mehrheit auch in der Seelsorge? In: Anzeiger für die Seelsorge. Band 117, Nr. 6. Herder, 2008, ISSN 0721-1937, S. 5–8.
- Angelika M. Eckart: Erfolg durch Begrenzung. In: Theologie der Gegenwart. Band 44, Nr. 2. Butzon & Bercker, 2001, ISSN 0342-1457, S. 135–138.
- Angelika M. Eckart: „Iß deine eigene Frucht“: Erfolgskontrolle durch Praxisbegleitung. In: Theologie der Gegenwart. Band 43, Nr. 1. Butzon & Bercker, 2000, ISSN 0342-1457, S. 57–62.
- Angelika M. Eckart: Erfolg – ein Name Gottes?: Kriterien pastoralen Erfolgs. In: Theologie der Gegenwart. Band 43, Nr. 1. Butzon & Bercker, 2000, ISSN 0342-1457, S. 13–25.
- Angelika M. Eckart: Alles in Ordnung?: wenn Bert Hellinger seinen Familienaufstellungen das Prädikat „systemisch“ verleiht. In: Themenzentrierte Interaktion. Band 18, Nr. 1. Vandenhoeck & Ruprecht, 2004, ISSN 0934-5272, S. 9–19.